# Javne zadeve
Javne zadeve  so menedžerska funkcija, ki je odgovorna za razlago prihodnjega političnega in družbenega okolja neke organizacije. Javne zadeve, ki so tesno povezane z lobiranjem oziroma odnosi z javnostmi, pomenijo upravljanje odnosov s tistimi, ki imajo odločevalsko moč in vpliv na politiko oblikovanja okolja organizacije (npr. sprejemanje raznih zakonov, zakonskih določil in predpisov, ki vplivajo na delovanje organizacije). 